# Paul Amiot
Pour les articles homonymes, voir Amiot.
Paul Henri Amiot, né le 29 mars 1886 dans le 17e arrondissement de Paris et mort le 26 janvier 1979 dans le 18e arrondissement de Paris, est un acteur français. Il avait épousé Georgette Sartiaux (1896-1998).

## Filmographie

### Cinéma
- 1910 : La Reine Margot de Camille de Morlhon d'après Alexandre Dumas
- 1911 : Le Siège de Calais d'Henri Andréani
- 1912 : L'Affaire du collier de la reine de Camille de Morlhon
- 1916 : L'Entrave d'anonyme : (Le docteur Cérès)
- 1917 : Volonté de Henri Pouctal : (Thauziat)
- 1920 : Au travail ou  Travail de Henri Pouctal : (Feuillat)
- 1920 : L'Envol de Pierre Hot (court-métrage)
- 1920 : Être aimé pour soi-même de Robert Péguy : (Le duc de Castry, un noble milliardaire)
- 1920 : Nine ou la jeune fille au masque de Robert Péguy
- 1920 : Le Secret de Rosette Lambert de Raymond Bernard : (Lambert)
- 1920 : Une Fleur dans les ronces / Eliane de Camille de Morlhon : (Le secrétaire)
- 1921 : Les Parias de l'amour de Paul Garbagni : ("Petit-Costaud")
- 1922 : La Bête traquée de René Le Somptier et Michel Carré : (Aubertet)
- 1922 : Le Filon du bouif de Louis Osmont : (Lord Mortimer)
- 1922 : L'Île sans nom de René Plaissetty : (Le commandant Edouard de Herche)
- 1922 : Rapax de Paul Garbagni et Jean Faber : (Georges Castillon)
- 1922 : La Résurrection du bouif de Henri Pouctal : (Le comte de Saint-Gaudens)
- 1923 : L'Espionne de Henri Desfontaines : (Telki)
- 1926 : Jean Chouan de Luitz-Morat : (Le marquis de Thorigné)
- 1927 : Napoléon d'Abel Gance  : (Antoine Quentin Fouquier de Tinville dit - "Fouquier-Tinville")
- 1927 : Fleur d'amour ou Fleurette de Marcel Vandal  : (L'officier)
- 1928 : Verdun, visions d'histoire de Léon Poirier : (Le soldat français)
- 1929 : La Meilleure Maîtresse de René Hervil : (Un employé)
- 1931 : Le Rêve de Jacques de Baroncelli
- 1932 : Cœurs joyeux de Hanns Schwarz et Max de Vaucorbeil
- 1932 : Un homme sans nom de Gustav Ucicky et Roger Le Bon : (Le docteur Alfred Sander)
- 1932 : Cœur de lilas d'Anatole Litvak : (Merlu)
- 1932 : Les Bohémiens de la nuit d'anonyme - court métrage -
- 1932 : Haut comme trois pommes de Maurice Champreux
- 1933 : Mannequins de René Hervil : (L'inspecteur)
- 1933 : L'Étoile de Valencia de Serge de Poligny : (Rustan)
- 1933 : L'Homme mystérieux (Obsession) de Maurice Tourneur - moyen métrage : (Le docteur)
- 1933 : Ces messieurs de la Santé de Pierre Colombier : (Le commissaire)
- 1933 : Le Voleur de Maurice Tourneur  : (M. Zambault)
- 1933 : La Cinquième Empreinte ou Lilas blancde Karl Anton : (L'inspecteur Robert)
- 1933 : Toboggan d'Henri Decoin
- 1934 : Fédora de Louis Gasnier : (Gretch)
- 1934 : Napoléon Bonaparte - Napoléon Bonaparte, vu et entendu par Abel Gance d'Abel Gance - version sonorisée du film de 1927
- 1934 : L'École des contribuables de René Guissart : (Le ministre des Finances)
- 1934 : Les Nuits moscovites d'Alexis Granowsky : (Le président de la cour martiale)
- 1934 : Trois de la marine de Charles Barrois
- 1934 : Taxi de minuit d'Albert Valentin - moyen métrage -
- 1935 : Justin de Marseille de Maurice Tourneur
- 1935 : L'Équipage d'Anatole Litvak
- 1935 : Gangster malgré lui d'André Hugon
- 1935 : Gaspard de Besse d'André Hugon : (Le juge Cocarel)
- 1935 : Moïse et Salomon parfumeurs d'André Hugon : (Supervielle)
- 1935 : Stradivarius de Géza von Bolváry et Albert Valentin
- 1936 : Sous la terreur de Marcel Cohen et Giovacchino Forzano : (Yel)
- 1936 : Les Hommes nouveaux de Marcel L'Herbier : (D'Amade)
- 1936 : Monsieur Personne de Christian-Jaque : (Le commissaire)
- 1936 : Le Roi de Pierre Colombier : (Lelorrain)
- 1936 : Tarass Boulba d'Alexis Granowsky : (Le prince Zamnitzky)
- 1936 : Un de la légion de Christian-Jaque : (Le colonel)
- 1937 : À nous deux, madame la vie (Le gagnant) d'Yves Mirande et René Guissart : (Gaston)
- 1937 : La Citadelle du silence de Marcel L'Herbier : (Vladorowsky)
- 1937 : La Danseuse rouge ou La Chèvre aux pieds d'or de Jean-Paul Paulin : (Le commissaire)
- 1937 : L'Innocent de Maurice Cammage : (Delmas, un policier)
- 1937 : Nostalgie de Victor Tourjanski : (Le commissaire)
- 1938 : L'Affaire Lafarge de Pierre Chenal : (Le procureur)
- 1938 : J'accuse d'Abel Gance : (Le capitaine)
- 1938 : Carrefour / L'homme de la nuit de Curtis Bernhardt : (Le président)
- 1938 : Prisons de femmes de Roger Richebé : (Le procureur)
- 1939 : Trois de Saint-Cyr de Jean-Paul Paulin : (Le général)
- 1939 : Angélica - Rosa di sangue de Jean Choux : (Iramundi)
- 1939 : La Brigade sauvage de Jean Dréville et Marcel L'Herbier
- 1939 : Entente cordiale de Marcel L'Herbier : (Le prince de Bulow)
- 1941 : Madame Sans-Gêne de Roger Richebé : (Maximilien de Robespierre)
- 1942 : Monsieur La Souris de Georges Lacombe : (Le commissaire Lucas)
- 1943 : L'aventure est au coin de la rue de Jacques Daniel-Norman : (L'inspecteur Pillot)
- 1945 : L'Affaire du collier de la reine de Marcel L'Herbier : (Maître Doillot, l'avocat de Jeanne)
- 1945 : Peloton d'exécution d'André Berthomieu
- 1945 : La Route du bagne de Léon Mathot
- 1946 : L'Ange qu'on m'a donné de Jean Choux
- 1946 : Martin Roumagnac de Georges Lacombe : (Le président du tribunal)
- 1947 : Fantômas de Jean Sacha : (Le directeur de la sûreté)
- 1947 : Les Chouans d'Henri Calef d'après Honoré de Balzac : (Le comte de Beauvent)
- 1947 : Le Mystérieux Monsieur Sylvain / Danger de mort  de Jean Stelli : (Le colonel)
- 1947 : La Grande Maguet de Roger Richebé : (Le professeur)
- 1947 : Tierce à cœur de Jacques de Casembroot : (Le président du tribunal)
- 1948 : Cargaison clandestine d'Alfred Rode : (Le gouverneur)
- 1948 : Ruy Blas de Pierre Billon : (Le marquis de Santa-Cruz)
- 1948 : Impasse des Deux-Anges de Maurice Tourneur : (Le chef)
- 1949 : Du Guesclin de Bernard de Latour : (Le duc d'Anjou)
- 1950 : La Peau d'un homme de René Jolivet : (M. Lejeune)
- 1951 : Dakota 308 de Jacques Daniel-Norman : (L'inspecteur Joly)
- 1951 : Jep le trabucayre de Jean Faurez - Film resté inachevé -
- 1952 : La Fugue de monsieur Perle de Pierre Gaspard-Huit et Roger Richebé : (Le commissaire)
- 1954 : Le Grand Jeu de Robert Siodmak : (Le capitaine)
- 1955 : Interdit de séjour de Maurice de Canonge
- 1955 : Nana de Christian-Jaque d'après Émile Zola : (Le commissaire)
- 1956 : Alerte au Deuxième Bureau de Jean Stelli : (Morel)
- 1961 : Les Amours célèbres de Michel Boisrond - dans le sketch : Agnès Bernauer : (L'autre chevalier de Gurthenberg)
- 1961 : Le Comte de Monte-Cristo de Claude Autant-Lara : (Le président de la Chambre des pairs)
- 1963 : Germinal d'Yves Allégret : (Un officiel)
- 1963 : Le Glaive et la Balance d'André Cayatte
- 1964 : L'Année du bac de José-André Lacour et Maurice Delbez : (Le général)
- 1965 : Le Vrai Mystère de la passion de Louis Delmas - moyen métrage -
- 1970 : Le Cercle rouge de Jean-Pierre Melville : (L'inspecteur général de la police)
- 1973 : Le Fils de Pierre Granier-Deferre : (Le docteur)
- 1973 : L'Héritier de Philippe Labro : (Hugo Cordell)
- 1973 : Il n'y a pas de fumée sans feu d'André Cayatte : (Georges Arnaud)
- 1973 : Le Train de Pierre Granier-Deferre : (François, dit Verdun, un ancien combattant)

### Télévision
- 1959 : En votre âme et conscience, épisode : Les Frères Rorique ou l'Enigme des îles de Jean Prat
- 1960 : En votre âme et conscience, épisode : Le Crime d'Aïn Fezza de Jean Prat
- 1961 : La reine morte de Lazare Iglesis : Le prince de la mer
- 1962 : L'inspecteur Leclerc enquête, épisode : Affaire de famille de Georges Lacombe
- 1962 : Escale obligatoire de Jean Prat : Le docteur
- 1965 : Médard et Barnabé de Raymond Bailly
- 1966 : Le destin de Rossel de Jean Prat : Bazaine
- 1969 : Marie Waleska de Henri Spade : Le comte Waleski

## Théâtre
- 1913 : La Saignée de Lucien Descaves et Fernand Nozière, théâtre de l'Ambigu-Comique
- 1914 : L'Épervier de Francis de Croisset, théâtre de l'Ambigu-Comique
- 1927 : Fanny et ses gens de Pierre Scize et Andrée Méry d'après Jerome K. Jerome, mise en scène Edmond Roze, théâtre Daunou
- 1927 : Knock Out de Jacques Natanson et Jacques Théry, théâtre Édouard VII
- 1934 : Jeanne d'Arc de Saint-Georges de Bouhélier, théâtre de l'Odéon
- 1934 : Les Femmes savantes de Molière, mise en scène Paul Abram, théâtre de l'Odéon
- 1936 : Le Jour de gloire de Charles Dickens, adaptation d'André Bisson et Meg Villars, théâtre de l'Odéon
- 1946 : La Nuit du 16 janvier d'Ayn Rand, mise en scène Jacques Baumer, théâtre de l'Apollo
- 1948 : Tovaritch de et mise en scène Jacques Deval, théâtre de la Madeleine
- 1951 : Survivre de Michel Philippot, mise en scène Emile Dars, théâtre des Noctambules
- 1960 : Tovaritch de et mise en scène Jacques Deval, théâtre de Paris
- 1962 : Trencavel de Robert Collon, mise en scène Jean Mercure, théâtre Montparnasse